# 宝龙山站
宝龙山站是位于内蒙古自治区通辽市科尔沁左翼中旗宝龙山镇的一个铁路车站，邮政编码029315。车站建于1966年，有通让铁路经过该站，现办理客货运业务，车站及其上下行区间均未电气化。车站距离通辽站63公里，隶属沈阳铁路局，是三等站。